# Singlér
Singlér (szlovákul: Šindliar) község Szlovákiában, az Eperjesi kerület Eperjesi járásában.

## Fekvése
Eperjestől 23 km-re nyugatra, a Nagy-Szinye-patak völgyében fekszik.

## Története
A falut a német jog alapján első bírája, Nicolai Sindler alapította a szinyei Merse család birtokán, a szinyei uradalom területén. Nevét alapítójáról kapta. 1331-ben „silva Nikolai Schindler” néven említik először, 1336-ban pedig „Sendleer” néven találjuk. 1427-ben 29 portája adózott. 1454-ben „Sindler” alakban szerepel a korabeli forrásokban. A szinyei uradalomhoz tartozott. A sóvári Soós család birtoka, majd a 16. századtól a Bertótyaké és másoké. 1787-ben 48 házában 337 lakos élt.
A 18. század végén Vályi András így ír róla: „SINGLER. Tót falu Sáros Várm. földes Ura Péchy Uraság, lakosai többen ó hitüek, fekszik Szinye Lipóczhoz közel, és annak filiája; határja meglehetős.”
1828-ban 47 háza és 359 lakosa volt. Lakói mezőgazdasággal, halászattal, fuvarozással, mészégetéssel, erdei munkákkal foglalkoztak. A 19. században a Ghillányi család birtoka volt.
Fényes Elek 1851-ben kiadott geográfiai szótárában így ír a faluról: „Singlér, tót falu, Sáros vmegyében, Szinye-Lipóczhoz délre 1/2 órányira: 324 kath. 30 zsidó lak. Savanyúviz források. F. u. Szinyei Merse nemzetség. Ut. p. Berthót.”
1920 előtt Sáros vármegye Kisszebeni járásához tartozott.

## Népessége
| Év:            | 1994. | 2004.   | 2014.   | 2024.   |
| -------------- | ----- | ------- | ------- | ------- |
| Emberek száma: | 518   | 553     | 548     | 571     |
| Eltérés:       |       | +6,75 % | -0,90 % | +4,19 % |

| Év:            | 2023. | 2024.   |
| -------------- | ----- | ------- |
| Emberek száma: | 564   | 571     |
| Eltérés:       |       | +1,24 % |

1910-ben 384, túlnyomórészt szlovák lakosa volt.
2001-ben 547 lakosából 509 szlovák volt.
2011-ben 543 lakosából 512 szlovák.

## Nevezetességei
- Szent Mihály arkangyal tiszteletére szentelt, római katolikus temploma 1300 körül épült gótikus stílusban. Fatornya 1714-ben készült. 1840-ben megújították.
- A falunak híres gyógyforrásai vannak, melyekre a Szinyei Merse család épített először fürdőt a 17. század második felében. A fürdő épületei oszlopokon álltak, melyeket színes festések díszítettek. A cifra épületek miatt a nép a helyet Cifrovanának nevezte el. Később a fürdő népszerűsége csökkent, melynek okát főként a változó tulajdonosokban kell keresni. 1882-ben a fürdő új birtokosa, Schultész Ágoston bezárta a fürdőt és a gyógyvizet üzleti célokra próbálta felhasználni. A gyógyforrást Salvatorra keresztelte át és a vizet egész Európában kezdte el forgalmazni. A szállítmányok a tengerentúlra, az Egyesült Államokba és Kanadába is eljutottak. A kereskedésnek az első világháború vetett véget, mely után Schultész Magyarországon maradt, majd nemsokára meg is halt. 1927-ben a területet a Tátra Bank vásárolta meg, majd 1938-ban eladta. Tulajdonosa Eperjes városa lett.